# Feira profissional

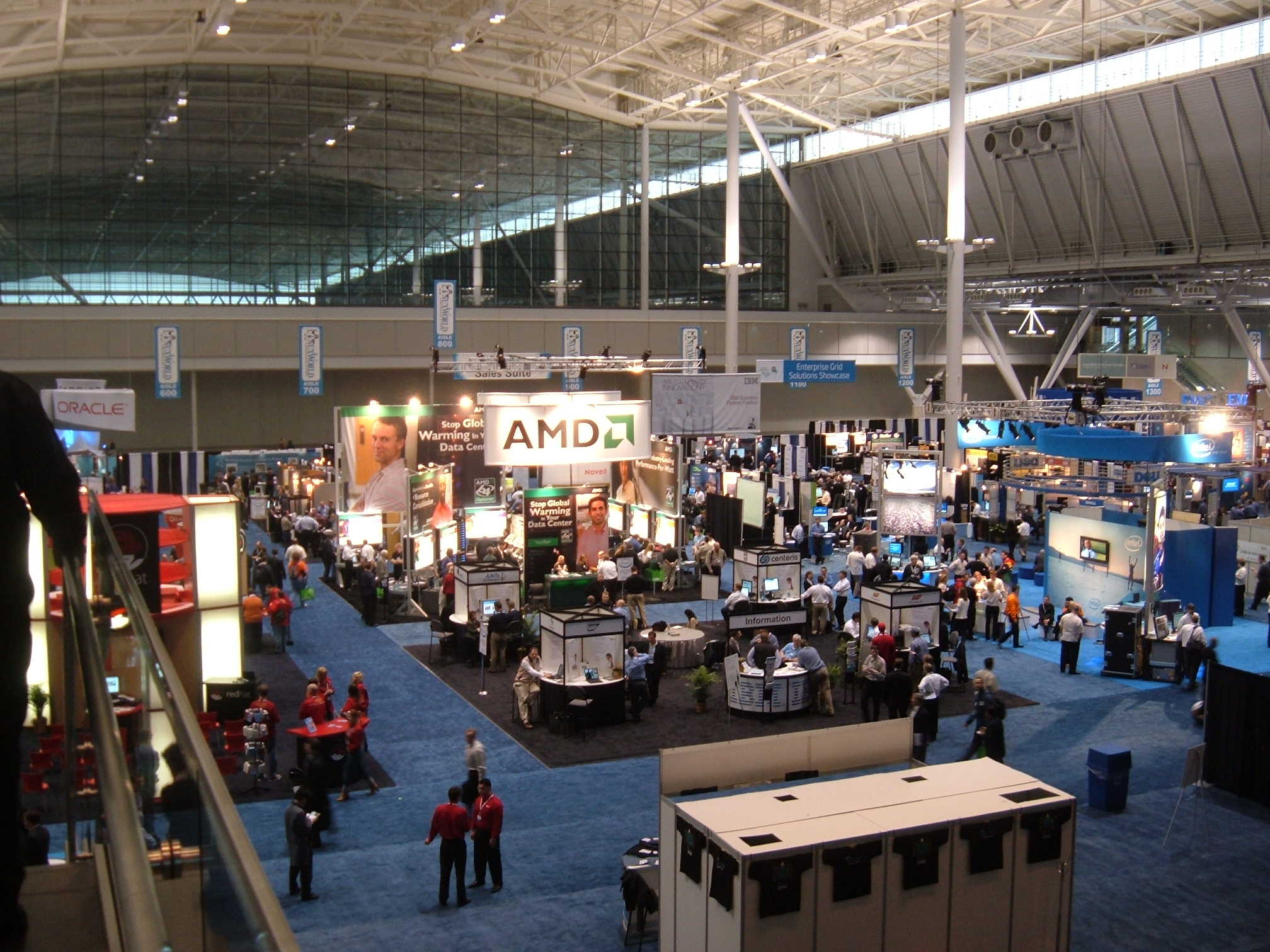
A feira empresarial LinuxWorld 2006 no Centro de Convenções e Exposições de Boston.

Uma feira profissional é uma exposição organizada de forma a que as empresas de uma indústria específica possam expor e demonstrar os seus novos produtos e serviços. Algumas feiras são abertas ao público, enquanto outras só podem ser freqüentadas por profissionais do sector e membros da imprensa. Existem atualmente cerca de 2500 feiras sendo realizadas todos os anos somente nos Estados Unidos da América.
Numa linha temporal, existem registos de feiras desde os primórdios do Homem, na medida em que necessitava de trocar os produtos que detinha em excesso, por aqueles que lhe escasseavam. Como é obvio, as feiras de antigamente diferem em múltiplas características das actuais, sendo que antes de expor os diferentes tipos de feiras ou os locais onde elas são feitas, convém explanar o que são, na prática, as feiras temáticas.
Por definição :
"As feiras são uma das ferramentas de marketing mais utilizadas para a promoção de produtos/serviços, para a ampliação da carteira de clientes e para uma exposição directa junto de compradores e fornecedores. Assim, ao participar numa Feira, é certo que nesse mesmo espaço vão estar reunidos empresários, profissionais e clientes de uma determinada área."[carece de fontes?]
O sucesso das feiras no mundo reflecte-se na importância das mesmas para a economia dos vários países, pois constituem um dos meios mais económicos e eficientes para conquistar quota de mercado, proporcionando no mesmo espaço e num curto período de tempo, uma ampla oferta de produtos/serviços e informação. Permitem o contacto directo com novos ou potenciais clientes, clientes habituais, concorrentes, fornecedores, potenciais representantes e distribuidores, prescritores e consumidores.
As feiras permitem aferir de imediato a reacção dos clientes a novos produtos e serviços através das apresentações e demonstrações ao vivo que proporcionam, acelerando as vendas. Os seminários e outras acções paralelas à exposição, possibilitam a observação do posicionamento, problemas e tendências do sector. Os media são naturalmente atraídos para as feiras, podendo os expositores beneficiar da projecção da sua imagem. As feiras são uma plataforma para a internacionalização das empresas proporcionando contactos para exportação.
Nesta perspectiva, as feiras são a forma mais económica de fazer negócios e lançar produtos no mercado, pois proporcionam uma maior aproximação entre o produto e o comprador de uma forma real e rápida. Contudo isto, é lógico e razoável afirmar que: As Feiras são pois, sinónimo de oportunidades de negócio. Segundo Chapman (1987),[carece de fontes?] as Feiras podem assumir diferentes tipologias, dependendo da sua:
a) Finalidade
- Feiras de Revenda: Feiras onde os compradores adquirem produtos para revenda.
- Feiras de Negócio para consumo final: Feiras onde os compradores são empresas que adquirem produtos para serem consumidos pelas próprias empresas.
- Feiras de Retalho: Feiras onde o comprador é o consumidor final.

b)Amplitude geográfica
- Feiras Internacionais: Pelo menos 10% dos visitantes são estrangeiros.
- Feiras Nacionais: 40% dos visitantes viajam mais de 300 km para participar na Feira.
- Feiras Regionais: 40% dos visitantes viajam menos de 300 km para participar na Feira.

Noutra perspectiva as feiras podem ser classificadas quanto ao público alvo que são dirigidas. Assim podem ser agrupadas ainda em Feiras de Público e Feiras de Interesse Geral.
- Feiras de Público: São Feiras dirigidas a interesses específicos (ex: Feiras de antiguidades). Trata-se de Feiras que conjugam vendedores e compradores verticais.
- Feiras de Interesse Geral: São feiras dirigidas a interesses mais genéricos (ex: feiras "da casa ao jardim"). Trata-se de feiras que conjugam vendedores e compradores horizontais.

Actualmente, as tendências indicam as feiras genéricas e abertas ao público tendem a dar lugar aos certames profissionais e especializados os quais, a par do objectivo final de aumentar as vendas, por parte das empresas participantes, procuram informação complementar sobre o mercado, completar a formação profissional e tecnológica, estabelecer parcerias visando a cooperação empresarial, conhecer as novidades e actualizar conhecimentos sobre as tendências do consumidor.
As feiras empresariais geralmente exigem consideráveis investimentos em marketing pelas empresas participantes. Os custos incluem o aluguel do espaço, projetos e construção de stands, telecomunicações e redes de informática, viagens, acomodações, catálogos promocionais, e "brindes". Conseqüentemente, as cidades geralmente promovem as feiras de negócios como um importante meio de desenvolvimento econômico.

## As feiras como instrumento de comunicação
As Feiras são os meios mais económicos para fazer negócios e lançar produtos no mercado, uma vez que proporcionam ao expositor, uma aproximação face-a-face com potenciais compradores nacionais e internacionais, através de uma forma considerada ágil, rápida e directa. Assim, as feiras assumem um papel crucial na estratégia de promoção, pois funciona como montra dos diversos ramos de actividade em que transmitem uma visão geral sobre a oferta actual e, segundo as empresas expositoras, servem ainda para a identificação das necessidades principais e dos nichos de mercado com probabilidades de sucesso.
Neste panorama, a participação em feiras internacionais deve ser concebida a médio e longo prazo, uma vez que o sucesso de uma participação na feira só será recompensado, muitas das vezes, após a segunda ou terceira participação. Por isso mesmo, em tempos de difícil conjuntura, não se deve pôr de parte uma participação a longo prazo.
De forma a maximizar a sua participação nas feiras e encontrar mais-valias reais para os negócios das empresas devem ponderar se a sua presença numa determinada feira, num determinado mercado é mesmo vantajosa para a estratégia e posicionamento das mesmas, considerando que o investimento global, incluindo o stand/decoração, o aluguer do espaço, todo o trabalho de logística, formação e comunicação/promoção ascende, no mínimo, a uns milhares de euros.
Numa perspectiva integrada de estratégica de comunicação, uma empresa não deve expor-se internacionalmente apenas porque é habitual ou só porque lhe ofereceram espaços a preços acessíveis. O ideal será que as empresas quando investir num stand, deve fazê-lo com profissionalismo e em conformidade com os padrões de qualidade internacionalmente exigíveis, não esquecendo que corresponder às expectativas do público-alvo, em geral, implica apresentar ao mercado algo de novo.
A participação nas feiras não deve ser encarada como uma acção isolada, devendo, enquanto ferramenta promocional, inserir-se numa política comercial de marketing mais vasta e articular- se de forma coerente e consistente com as decisões e objectivos relativos a todos os componentes do marketing-mix (produto, preço, distribuição e comunicação/promoção).
A participação das empresas numa feira deve ser encarada como um investimento, logo, devem ter-se presentes em todo o processo, os objectivos a alcançar e a estratégia comercial a adoptar para o conseguir. A feira reveste assim, carácter instrumental, é uma iniciativa que faz parte do plano global de comunicação da empresa. Desta forma, os objectivos de participação neste tipo de iniciativa devem reflectir os objectivos de marketing globais da empresa, devendo assegurar-se, no desenvolvimento de acções individuais, a consistência e conformidade com as outras mensagens de marketing da firma, veiculadas através de outras ferramentas e meios de comunicação

### Vantagens da participação nas feiras
As feiras assumem um papel estratégico crucial, inserido no plano global de comunicação da empresa. De entre as opções de marketing para atingir os objectivos a que se propõe uma empresa, em termos do marketing mix (decisões relativas ao nível do produto, preço, distribuição e comunicação), as Feiras de Negócios são uma das mais eficazes.
As vantagens na realização deste tipo de Feiras passam:
a) Reforçar ou iniciar a presença num mercado-alvo.
b) Aumentar as vendas, conseguir novas encomendas e angariar clientes, reduzindo o custo por contacto.
c) Poupar nos custos, na medida em que oferece um melhor rácio custo por contacto, dado a maioria dos participantes serem potenciais clientes.
d) Fidelizar clientes (convites e atendimento personalizados), sondando-os sobre as suas necessidades e expectativas para equacionar possíveis soluções tecnologicamente mais avançadas e planear ou adaptar estratégias comerciais futuras.
e) Promover a inovação, novos produtos/serviços ou testá-los directamente com a presença de técnicos qualificados que façam a análise à reacção dos visitantes, bem como trabalhos de investigação e desenvolvimento tecnológico.
f) Efectuar actividades de benchmarking, actualizando a informação sobre o mercado, tendências do consumo, capacidade da concorrência, canais de distribuição mais eficazes, etc., incluindo a comparação de funções, qualidade, concepção e preço dos produtos e o potencial do mercado.
g) Combinar elementos que devem actuar de forma concertada como as forças de venda da empresa, a publicidade, a promoção e as relações públicas.
h) Aumentar a carteira de clientes pois este evento é um centro privilegiado de contactos comerciais com oportunidade para a concretização de inúmeros encontros entre clientes e fornecedores, actuais e potenciais e até, eventuais agentes e distribuidores. O contacto pessoal com potenciais clientes é fulcral neste processo.
i) Melhorar e promover a sua imagem de marca e prestígio dos seus produtos, transmitindo mensagens sobre as apostas das suas estratégias e políticas em matéria de qualidade, meio ambiente, inovação, diversificação, flexibilização produtiva, desenvolvimento de tecnologias de ponta, etc.
Por todas estas razões, é fácil perceber que a presença numa feira não se limita apenas a um stand. Deve-se traçar objectivos específicos que incluam a oportunidade de atingir as vantagens supra citadas. Como se compreende, não é apenas o desenho do stand que deve ser efectuado tendo presente os objectivos de participação na feira, mas também é importante que o staff do stand tenha conhecimento desses objectivos, bem como da melhor forma de os atingir. A questão da selecção da Feira, formação do staff do stand e design do stand devem estar em íntima relação com os objectivos definidos para a participação em Feiras.

### Objectivos das feiras
Actualmente, é indiscutível que as feiras têm um papel fundamental na conquista de mercados alternativos através da exposição e oferta de produtos. As Feiras são oportunidades de mostrar produtos/serviços, conhecer novas fontes de comercialização e conquista de novos mercados.
Todavia, para que os objectivos de sucesso sejam alcançados há que realizar um planeamento antecipado, tendo em conta todas as variáveis possíveis. Desta forma, quando pensada ao pormenor, uma feira será sempre vista como uma mais valia, em virtude de se tratar de um espaço privilegiado de promoção, divulgação e vendas.
Para que a participação nas feiras seja optimizada  é necessário que os empresários consigam, numa primeira etapa, seleccionar qual a feira com o perfil mais adequado ao produto/serviço, pois muito embora a participação numa feira seja aliciante, existem factores e questões que devem ser tidas em consideração:
a)Factores Internos
- O produto tem potencial para ser vendido no mercado exterior?
- O preço é competitivo?
- Como deve a empresa estar organizada para o bom atendimento do mercado-alvo?
- Existe capacidade produtiva para atender à procura externa? Em que níveis?
- Ao nível de produto, existe a necessidade da sua adequação, embalagem, rotulagem ou identificação visual? Instruções de uso e composição?
- O produto necessita de acompanhamento após a venda? E de assistência técnica?
- O produto é compatível com o clima? Precisa de uma embalagem especial?
- Como será entregue o produto?
- Como é que o produto será vendido e/ou distribuído?
- Que tipo de ajuda os clientes necessitam ao utilizar o produto?
- Como se fará a manutenção ou conserto do produto?

b)Factores Externos
- Abundância de oferta no mercado-alvo.
- Expectativa de consumo para produtos novos ou de tecnologia inovadora.
- Como é que os consumidores fazem a sua selecção final?
- Existem barreiras ao seu consumo no mercado-alvo? Quais?
- Existe legislação específica para a comercialização no mercado-alvo?
- Como é que a empresa vai negociar ao nível dos pagamentos? Há restrições ao crédito?
- O produto corresponde às necessidades de consumo locais?
- Os produtos no mercado-alvo são comercializados de forma semelhante ao da empresa? Ou precisam de adequações?

c)Outro factor também essencial é o tipo de mercado
- É um mercado importante ou potencialmente importante para os produtos da empresa?
- Quais seriam as principais acções neste mercado-alvo? Divulgação ou comercialização?
- Quais os pontos fortes na realização da Feira ou exposição?
- Esta é a melhor alternativa de Feira ou exposição para o produto/serviço no exterior?
- Qual o perfil do visitante da Feira ou exposição?
- Existem outros eventos vinculados à Feira? A empresa deve também participar?

d)O produto deve também ser alvo de cuidados, como por exemplo
- O produto é compatível com a legislação do mercado para o qual se destina? E com as técnicas requeridas?
- O produto é fabricado em quantidade suficiente para ser exportado? Eventuais acréscimos produtivos devem ser revistos?
- O preço do produto tem condições de suportar taxas de transporte e de seguro?
- O produto é beneficiário de tarifas preferenciais (redução tarifária)?
- Os produtos concorrentes são taxados da mesma forma?
- O produto necessita de assistência no pós-venda?
- O produto corresponde às necessidades do mercado?
- O produto apresenta vantagens específicas em relação ao mercado para o qual se destina?
- As "performances" técnicas do produto são aceitáveis dentro dos parâmetros normais?
- É compatível com o clima?
- É compatível com os hábitos e religiões do país a que se destina?
- É possível transformar certas dificuldades em vantagens para o produto em causa?
- Os produtos concorrentes são vendidos da mesma forma ou são transformados?

Assim, pode-se dizer que os objectivos a traçar pelas empresas devem estar enquadrados pelas circunstâncias que foram enumeradas. Mesmo assim, os objectivos de participação numa feira podem ser agrupados em objectivos de natureza quantitativa (objectivos de vendas) e objectivos de natureza qualitativa (objectivos de "não venda").
Para terminar, acrescenta-se que a importância da definição dos objectivos não deve ser uma mera formalidade, mas pelo contrário, deve constituir-se como uma ferramenta estratégica para fornecer uma direcção e uma base de avaliação da participação das empresas nas feiras. No entanto, a clarificação de objectivos não produz, por si só, programas eficazes de participação em Feiras. Para planear uma estratégia de comunicação e medir a sua eficácia, os gestores deverão analisar previamente duas questões fundamentais: qual o target (mercado-alvo) da empresa e quais as Feiras que preenchem esse target.
Os objectivos de participação em Feiras deverão também reflectir os objectivos de marketing globais da empresa e o pessoal de marketing deverá estar envolvido na participação em Feiras de modo a garantir a consistência com as outras mensagens de marketing.

## Feiras industriais e comerciais em Portugal
Em 1776, durante o governo do Marquês de Pombal, realizou-se em Oeiras, durante três dias, uma feira a que podemos chamar a primeira feira industrial portuguesa, com representação de todos os produtos da indústria nacional da época.

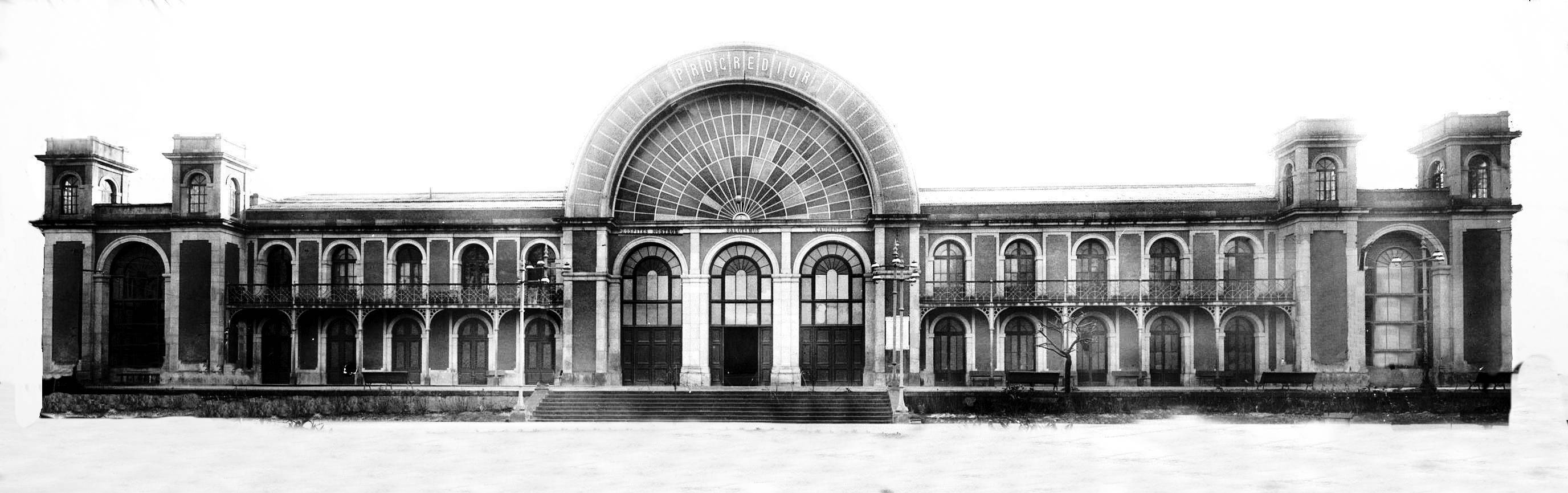
O Palácio de Cristal do Porto, construído para a Exposição Industrial Internacional de 1865.

Em 1857, no Porto, teve lugar a primeira feira industrial do Norte do País, por iniciativa da Associação Industrial Portuense (hoje chamada Associação Empresarial de Portugal – AEP), fundada em 1849 por José Vitorino Damásio e outros industriais portuenses. Em 1861 realizou-se a Exposição Industrial do Porto no Palácio da Bolsa com oito halls e galerias totalmente dedicadas ao estado-da-arte da indústria nacional da época. Em 1865 foi inaugurado o Palácio de Cristal, financiado pela industriosa sociedade civil do Porto, com a Exposição Industrial Internacional. Tratava-se de um sucedâneo do Crystal Palace de Londres, da autoria do arquitecto inglês Thomas Diller Jones.
Por sua vez, a Associação Industrial Portuguesa (AIP) levou a cabo diversas ferias industriais em Lisboa na década de 1860 e, em 1887, organizou a primeira Exposição Nacional das Indústrias Fabris no local da actual Praça do Marquês de Pombal. Em 1957, abriu a Feira Internacional de Lisboa (FIL) na Junqueira, com a Feira das Indústrias Portuguesas que ajudou a promover internacionalmente a indústria nacional.
Mais a Norte, em Braga, realizou-se a primeira Feira da Agricultura e da Indústria durante as festividades do São João de 1968, junto ao Estádio Municipal. Outras feiras que se sucederam levaram à criação, em 1981, do Parque de Exposições de Braga (PEB).
No Porto, no período compreendido entre 1968 e 1986, realizaram-se 74 feiras às quais ocorreram um total de 5.200 expositores e quase 2 milhões de visitantes. Estes certames decorreram no recinto do Pavilhão dos Desportos que sucedeu ao antigo Palácio de Cristal, mas que se foi mostrando desajustado dos requisitos das grandes feiras internacionais.

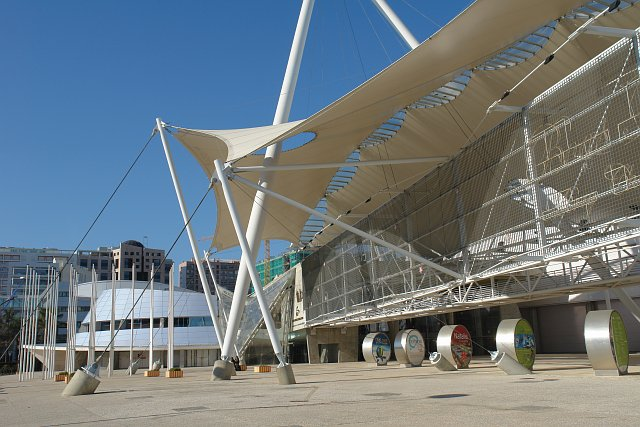
A FIL em Lisboa.

Até que, em 1987, foi inaugurada a Exponor em Leça da Palmeira com 20 mil m² de área coberta, sendo sucessivamente ampliada até aos actuais 60 mil m². A oferta de espaços modernos e de qualidade para a realização de grandes eventos no Grande Porto foi incrementada em 1995 com a abertura do recinto do Europarque.
Em Lisboa, mercê da realização da Expo 98, foi construído um moderno edifício no Parque das Nações que, finda a exposição universal, reverteu para a FIL.
Os organizadores portugueses de feiras têm, também, investido na realização de certames noutros países. A Exponor já organizou feiras em Angola, Cabo Verde, Espanha, Moçambique e, desde 1999, tem uma subsidiária em São Paulo — a Exponor Brasil — onde tem realizado diversas feiras.